# Грималди (Козенца)
Грималди (итал. Grimaldi) је насеље у Италији у округу Козенца, региону Калабрија.
Према процени из 2011. у насељу је живело 1498 становника. Насеље се налази на надморској висини од 627 м.

## Становништво
| 1951. | 1961. | 1971. | 1981. | 1991. | 2001. | 2011. |
| ----- | ----- | ----- | ----- | ----- | ----- | ----- |
| 3.786 | 2.905 | 2.179 | 2.081 | 2.055 | 1.870 | 1.739 |